# Hemispheres
Hemispheres (рус. полушария) — шестой студийный альбом канадской рок-группы Rush, выпущенный в 1978 году.

## Об альбоме
Hemispheres был записан в июне—августе 1978 года в Rockfield Studios, Уэльс, Великобритания. Подобно альбому «2112», диск состоит из одной большой и эпической композиции — «Cygnus X-1, Book II: Hemispheres» (продолжение «Cygnus X-1 Book I: The Voyage» с альбома «A Farewell to Kings»), разделённую на части и занимающую первую половину диска.
Вторая половина альбома содержит две сравнительно короткие песни («Circumstances», «The Trees») и девятиминутную инструментальную композицию «La Villa Strangiato».

## Список композиций
Все тексты написаны Нилом Пиртом, вся музыка написана Алексом Лайфсоном и Гедди Ли (кроме La Villa Strangiato, которая была написана Ли, Лайфсоном и Пиртом).

### Сторона 1
1. «Cygnus X-1 Book II: Hemispheres» — 18:08
  - I: «Prelude» — (0:00/0:00)
  - II: «Apollo» Bringer of Wisdom — (4:29/4:30)
  - III: «Dionysus» Bringer of Love — (6:59/7:00)
  - IV: «Armageddon» The Battle of Heart and Mind — (09:05/09:06)
  - V: «Cygnus» Bringer of Balance — (12:00/11:58)
  - VI: «The Sphere» A Kind of Dream — (17:02/16:58)

### Сторона 2
1. «Circumstances» — 3:42
2. «The Trees» — 4:46
3. «La Villa Strangiato (An Exercise in Self-Indulgence)» — 9:35
  - I: «Buenos Nochas, Mein Froinds!» — (0:00)
  - II: «To sleep, perchance to dream…» — (0:27)
  - III: «Strangiato theme» — (2:00)
  - IV: «A Lerxst in Wonderland» — (3:16)
  - V: «Monsters!» — (5:49)
  - VI: «The Ghost of the Aragon» — (6:10)
  - VII: «Danforth and Pape» — (6:45)
  - VIII: «The Waltz of the Shreves» — (7:26)
  - IX: «Never turn your back on a Monster!» — (7:52)
  - X: «Monsters! (Reprise)» — (8:03)
  - XI: «Strangiato theme (Reprise)» — (8:17)
  - XII: «A Farewell to Things» — (9:20)

## Участники записи
- Гедди Ли — бас-гитара, гитара, орган, вокал, синтезатор, клавишные
- Алекс Лайфсон — гитара
- Нил Пирт — ударные

## Хит-парады
Billboard (Северная Америка)
| Год  | Хит-парад              | Позиция |
| ---- | ---------------------- | ------- |
| 1978 | Billboard’s Pop Albums | 47      |

Альбом достиг 14 позиции в Канаде (Canadian Albums Chart) и в Англии (UK Albums Chart).
В 1993 году альбом достиг статуса платинового в США по сертификации RIAA.

## Рецензии
| Оценки критиков      | Оценки критиков |
| Источник             | Оценка          |
| -------------------- | --------------- |
| AllMusic             | [ 4 ]           |
| Rolling Stone (1979) | (favourable)    |
| Rolling Stone (2018) | [ 6 ]           |
| Sputnikmusic         | [ 7 ]           |
| Sound & Vision       | [ 8 ]           |

Альбом занимает 21 место в списке Топ-25 лучших альбомов прогрессивного рока по версии Progarchives.com.
Также Hemispheres занял 12-е место среди лучших альбомов прог-рока по версии журнала PopMatters и 11 место в списке «50 величайших прог-рок-альбомов всех времён» журнала Rolling Stone..